# IC 4011
IC 4011 је елиптична галаксија у сазвјежђу Береникина коса која се налази на листи објеката дубоког неба у Индекс каталогу.
Деклинација објекта је + 28° 0' 11" а ректасцензија 13h 0m 6,6s. Привидна величина (магнитуда) објекта IC 4011 износи 15,2 а фотографска магнитуда 16,2. Налази се на удаљености од 94,383 милиона парсека од Сунца. IC 4011 је још познат и под ознакама CGCG 160-242, DRCG 27-150, PGC 44705.